# 弗拉基米尔·阿克肖诺夫
弗拉基米尔·维克托罗维奇·阿克肖诺夫（俄語：Владимир Викторович Аксёнов，羅馬化：Vladimir Viktorovich Aksyonov，1935年2月1日—2024年4月9日）是苏联宇航员，两次执行太空任务，两次获得苏联英雄荣誉称号。

## 生涯
1935年生于卡西莫夫區吉布利齐村。他的父亲于1944年在蘇德戰爭前线阵亡，母亲于1949年去世。之后，他搬到了加里宁格勒市（现科罗廖夫市）的亲戚家。1953年毕业于梅季希机械制造学院。毕业后在乌克兰波尔塔瓦地区的第10航空初级飞行员训练学校学习。1957年至1973年在科罗廖夫领导的第1设计局作为工程师工作。后期转入航天测试部门，1973年加入试飞宇航员队伍。
他的第一次太空任务是跟随指令长瓦列里·贝科夫斯基共同执行的。乘坐的是联盟22号飞船，它最开始是阿波罗-联盟测试计划的第二备用载具。飞船于1976年9月15日9时48分在拜科努尔航天发射场发射。1976年9月23日成功返回地面。
第二次任务是和尤里·马利谢夫乘坐联盟T-2，于1980年7月5日升空，与礼炮6号空间站进行了对接。此次任务持续不到四天，主要是对新的T号联盟载人航天器进行测试。
生涯统计
| # | 发射载具 | 发射时间（UTC）      | 着陆载具 | 着陆时间（UTC）      | 时长总计       | 舱外活动次数 | 舱外活动时长 |
| - | -------- | -------------------- | -------- | -------------------- | -------------- | ------------ | ------------ |
| 1 | 联盟22号 | 1976年9月15日9时48分 | 联盟22号 | 1976年9月23日5时24分 | 7天21时52分    | 0            | 0            |
| 2 | 联盟T-2  | 1980年7月5日14时19分 | 联盟T-2  | 1980年7月9日12时38分 | 3天22时19分    | 0            | 0            |
|   |          |                      |          |                      | 11天20小时11分 | 0            | 0            |

## 退役后
1988年退役。之后致力于公益活动。1983年至1992年担任苏联和平基金会副主席。1996年开始担任俄罗斯联邦公益运动组织主席团的主席。2001年成为“安全与可持续发展研究”科学基金会主席。
2011年曾公开表示，只有把航天开发作为国家任务的情况下，俄罗斯才能有效实施航天计划。

## 荣誉
- 蘇聯英雄荣誉称号、金星奖章、及列寧勳章（两次：1976年，1980年）
- 太空探索優異獎章（2011年4月12日）[9]
- 卡尔·马克思勋章（东德，1976年10月13日）
- 梁赞荣誉市民
- 美国傑佛遜縣荣誉市民
- 拜科努爾荣誉市民（1976年）[10]